# Daniel Sundén-Cullberg
Daniel Sundén-Cullberg, född 6 april 1907 i Göteborg, död 27 januari 1982 i Veinge, var en svensk seglare som tävlade i starbåt.
Han seglade för KSSS. Han blev olympisk bronsmedaljör i Los Angeles 1932 tillsammans med Gunnar Asther.